# Ster ZLM Toer
Lo Ster ZLM Toer è una corsa a tappe di ciclismo su strada maschile che si svolge annualmente nei Paesi Bassi. Dal 2005 fa parte del calendario dell'UCI Europe Tour come gara di classe 2.1.

## Storia
La prima edizione fu organizzata nel 1987 e fino al 1996 fu aperta solo ai dilettanti. Dal 1996 è aperta anche ai professionisti. Questa corsa ha cambiato più volte il suo nome: tra il 1987 e il 1989 Rondom Schijndel, tra il 1990 e il 1997 Teleflex Tour, tra il 1998 e il 2000 Ster der Beloften e dal 2001 al 2010 Ster Elektrotoer. Dal 2011 ha acquisito la nuova denominazione di Ster ZLM Toer.
Dal 2001 si parte da Schijndel fino ad arrivare ad Eindhoven attraverso cinque tappe con qualche settore dell'Amstel Gold Race. Questa corsa spesso è stata vinta da corridori olandesi, seguono per numero di vittorie ciclisti in rappresentanza di Belgio, Germania, Italia, Norvegia, Stati Uniti e Australia.

## Albo d'oro
Aggiornato all'edizione 2024.
| Anno              | Vincitore                             | Secondo                               | Terzo                                 |
| Rondom Schijndel  | Rondom Schijndel                      | Rondom Schijndel                      | Rondom Schijndel                      |
| ----------------- | ------------------------------------- | ------------------------------------- | ------------------------------------- |
| 1987              | Theo Gevers                           | Jos Bol                               | Frank Van Merwijk                     |
| 1988              | Arno Ottevanger                       | Vink Menno                            | Harry Rozendal                        |
| 1989              | Reem Kok                              | Anthony Theus                         | Luboš Lom                             |
| Teleflex Tour     |                                       |                                       |                                       |
| 1990              | John den Braber                       | Servais Knaven                        | Tony Akkermans                        |
| 1991              | Tristan Hoffman                       | Niels Boogaard                        | Arno Ottevanger                       |
| 1992              | Martin van Steen                      | Robert De Poel                        | Saulius Sarkauskys                    |
| 1993              | Servais Knaven                        | Wim Van De Meulenhof                  | Patrick Joncker                       |
| 1994              | Jos Wolfkamp                          | Bennie Gosink                         | Remigius Lupeikis                     |
| 1995              | Bennie Gosink                         | Lucien De Louw                        | Jan Boven                             |
| 1996              | Tyler Hamilton                        | Nate Reiss                            | Danny Nelissen                        |
| 1997              | Eddy Bouwmans                         | Bert Hiemstra                         | Wim van de Meulenhof                  |
| Ster der Beloften |                                       |                                       |                                       |
| 1998              | Karsten Kroon                         | Ralf Grabsch                          | Bjørnar Vestøl                        |
| 1999              | Ralf Grabsch                          | Frank McCormack                       | Erwin Thijs                           |
| 2000              | Andy De Smet                          | Bram Tankink                          | Andrej Kašečkin                       |
| Ster Elektrotoer  |                                       |                                       |                                       |
| 2001              | Xavier Jan                            | Marcel Strauss                        | René Haselbacher                      |
| 2002              | Bart Voskamp                          | Bram Schmitz                          | Michael Boogerd                       |
| 2003              | Gerben Löwik                          | Niels Scheunemann                     | Rik Reinerink                         |
| 2004              | Nick Nuyens                           | Paul Van Hyfte                        | Philippe Gilbert                      |
| 2005              | Stefan Schumacher                     | Nick Nuyens                           | Laurens ten Dam                       |
| 2006              | Kurt Asle Arvesen                     | Jurgen Van De Walle                   | Paolo Bossoni                         |
| 2007              | Sebastian Langeveld                   | Paul Martens                          | Kurt Asle Arvesen                     |
| 2008              | Enrico Gasparotto                     | Vasil' Kiryenka                       | Nikolaj Trusov                        |
| 2009              | Philippe Gilbert                      | Niki Terpstra                         | Borut Božič                           |
| 2010              | Adam Hansen                           | Johan Coenen                          | Thomas De Gendt                       |
| Ster ZLM Toer     |                                       |                                       |                                       |
| 2011              | Philippe Gilbert                      | Niki Terpstra                         | Ramūnas Navardauskas                  |
| 2012              | Mark Cavendish                        | Lars Boom                             | Jürgen Roelandts                      |
| 2013              | Lars Boom                             | André Greipel                         | Mark Cavendish                        |
| 2014              | Philippe Gilbert                      | Tim Wellens                           | Gianni Meersman                       |
| 2015              | André Greipel                         | Yves Lampaert                         | Moreno Hofland                        |
| 2016              | Sep Vanmarcke                         | Sean De Bie                           | Jos van Emden                         |
| 2017              | José Gonçalves                        | Primož Roglič                         | Laurens De Plus                       |
| 2018              | non disputata                         | non disputata                         | non disputata                         |
| 2019              | Mike Teunissen                        | Amund Grøndahl Jansen                 | Mads Würtz Schmidt                    |
| 2020              | annullata per la Pandemia di COVID-19 | annullata per la Pandemia di COVID-19 | annullata per la Pandemia di COVID-19 |
| 2021              | annullata per la Pandemia di COVID-19 | annullata per la Pandemia di COVID-19 | annullata per la Pandemia di COVID-19 |
| 2022              | Olav Kooij                            | Jakub Mareczko                        | Aaron Van Poucke                      |
| 2023              | Olav Kooij                            | Sam Welsford                          | Nils Eekhoff                          |
| 2024              | Rune Herregodts                       | Max Walker                            | Tom Bohli                             |